# Pont-sur-Sambre
Pont-sur-Sambre – miejscowość i gmina we Francji, w regionie Hauts-de-France, w departamencie Nord.
Według danych na rok 1990 gminę zamieszkiwały 2443 osoby, a gęstość zaludnienia wynosiła 216 osób/km² (wśród 1549 gmin regionu Nord-Pas-de-Calais Pont-sur-Sambre plasuje się na 323. miejscu pod względem liczby ludności, natomiast pod względem powierzchni na miejscu 256.).